# 水頭
水頭（すいとう、英語: hydraulic head / piezometric head）またはヘッド（head）は、水の持つエネルギーを水柱の高さに置き換えたものである。水の単位重量あたりのエネルギーということもできる。長さの次元を持つ。
流体のエネルギーには圧力エネルギー、運動エネルギー、位置エネルギーがあるが、これを高さに置き換えたものをそれぞれ圧力水頭（pressure head）、速度水頭（velocity head）、位置水頭（elevation head）という。このほかに、管の摩擦、曲がり、出入口などで失われるエネルギーとして各種の損失水頭がある（速度水頭に比例）。これらのすべての水頭の総和を全水頭（total head）という。特に、圧力水頭と位置水頭の和はピエゾ水頭と呼ばれる。
圧力水頭＝{\displaystyle {\frac {p}{\rho g}}}, 速度水頭＝{\displaystyle {\frac {v^{2}}{2g}}}, 位置水頭＝{\displaystyle h}
ここに、{\displaystyle p}:水圧、{\displaystyle \rho }:水の密度、{\displaystyle g}:重力加速度、{\displaystyle v}:流速、{\displaystyle h}:水深

## ベルヌーイの定理
一様重力のもとでの非粘性・非圧縮流体の定常な流れに対して全水頭は一定である。
{\displaystyle {\frac {p}{\rho g}}+{\frac {v^{2}}{2g}}+h=\mathrm {constant} }